# Reinhard van Hanau-Münzenberg
Reinhard van Hanau-Münzenberg (8 april 1528 — Béthune, 11 oktober 1554) was een zoon van  Filips II van Hanau-Münzenberg (17 augustus 1501 - 28 maart 1529) en Juliana van Stolberg, en via zijn moeder een oudere halfbroer van Willem van Oranje.
Van Reinhard is bekend, dat hij in 1550 een pelgrimstocht hield naar het Heilige Land.
Begin 1554 bevond hij zich in het gevolg van Filips van Montmorency, graaf Horne, op weg naar Brussel en Vlaanderen. Na een korte terugkeer naar Hanau sloot hij zich aan bij het leger van keizer Karel V, die een veldtocht ondernam tegen Frankrijk. Op 12 september 1554 raakte hij bij Sint-Omaars zwaargewond, doordat hij in zijn been door een kogel getroffen werd. Nadat hij naar Béthune was gebracht, overleed hij daar op 11 oktober 1554 en werd daar ook begraven.